# Mellicta tricolor
Mellicta tricolor är en fjärilsart som beskrevs av Hormuzaki 1897. Mellicta tricolor ingår i släktet Mellicta och familjen praktfjärilar. Inga underarter finns listade i Catalogue of Life.